# 淫行条例
淫行条例（いんこうじょうれい）は、日本の地方自治体の定める青少年保護育成条例の中にある青少年（18歳未満＝17歳以下の男女）との「淫行」（いん行）「みだらな性行為」「わいせつな行為」「みだらな性交」また「前項の行為（＝「淫行」など）を教え・見せる行為」などを規制する条文（淫行処罰規定）の通称である。 
同条例は、日本の刑法が規定する13歳から16歳までの性的同意年齢を前提としつつ、それに加えて未成年者との性的関係に対してより厳格な制限を課している。
なお、正式な法令上の用語では無いが法律用語としては通用する。本来の淫行とは単に「淫らな性行為」のことだったが、この条例ができたことによって相手が18歳未満である場合に限って使われるようになってきた。

## 概説
福岡県青少年保護育成条例事件の最高裁判所の判例によると、淫行条例により規制される「淫行」とは以下のことである。
ただし当事者双方が「『真摯な交際関係』の上で性行為があった」と考えていても、「淫行」に当たると判断され逮捕されるケースもある。このような場合、青少年の親権者が告発し、それに基づき逮捕されるケースが多い。

2016年3月31日時点の警視庁ホームページでは「淫行」処罰規定に以下の除外条件が記載されている。
違反行為について親告罪としている淫行条例は2006年現在存在しない。2005年の時点では、兵庫県青少年愛護条例のみがこれを親告罪としていた。
また淫行条例の多くは「淫行の行為者が青少年であった場合には罰則を適用しない」としているが、これは「罰則が適用されない」だけであり、青少年同士の「淫行」でも条例違反（違法）と見なされることに変わりはなく、補導などの対象になりうる。
例えば東京都青少年の健全な育成に関する条例30条では、「この条例に違反した者が青少年であるときは、この条例の罰則は、当該青少年の違反行為については、これを適用しない」と規定されている。
多くの自治体で、最高刑を地方自治法14条の許す限度の上限である懲役2年に定めている。

## 法的性質
「淫行」の処罰を条例に委任する法令の規定がないため、自主条例の位置づけとなる。また、法令は淫行条例制定の主体を都道府県に限定していないため、市町村が淫行条例を制定することも可能である。

## 児童福祉法34条1項6号「児童に淫行を“させる”行為」禁止規定や少年法との関連
淫行条例と、児童福祉法第34条1項6号「何人も、次に掲げる行為をしてはならない。…児童に淫行をさせる行為」との規定との線引きが曖昧になっており、「児童に淫行をさせる行為」は「児童をして自分自身と淫行させる行為」つまり「児童と淫行する行為」を含むことがある。なお、児童福祉法に言う児童も青少年と同じ18歳未満の男女を意味する。
東京高等裁判所の裁判例によると児童福祉法による「淫行をさせる行為」とは以下のことである。
つまりその自治体の淫行条例が限定的である場合、その自治体の淫行条例では検挙されない行為もこの規定で検挙されることがある。
この規定は後述する「長野県児童福祉法違反事件」で判例の解釈が大幅に変わって上記のように解されることが多くなった。それ以前は、「自分以外の第三者と児童を淫行をさせる行為」のみが基本的に対象であった。
また、児童福祉法の淫行罪は、少年法第37条の削除により地方裁判所の管轄となったが、加害者が少年（20歳未満）であった場合は家庭裁判所に係属することで定着している。また、条例違反か児童福祉法違反かを問わず、児童淫行の加害少年（20歳未満）に関しては、少年法第61条の規定により実名報道は制限される。

## 事例
- 福岡県（福岡県青少年健全育成条例）では、青少年に対する「いん行又はわいせつな行為」が規制対象である他、「前項の行為（いん行又はわいせつな行為）を教え、又は見せてはならない」とされており、条文上、幅広い解釈の余地を残している。

福岡県青少年健全育成条例（旧称：福岡県青少年保護育成条例）
（いん行又はわいせつな行為の禁止）
第三十一条　何人も、青少年に対し、いん行又はわいせつな行為をしてはならない。
2 何人も、青少年に対し、前項の行為を教え、又は見せてはならない。
- 東京都（東京都青少年の健全な育成に関する条例）では、青少年と「みだらな性交又は性交類似行為を行うこと」が規制対象である。

東京都青少年の健全な育成に関する条例
（青少年に対する反倫理的な性交等の禁止）
第十八条の六　何人も、青少年とみだらな性交又は性交類似行為を行つてはならない。
なお警視庁は、東京都条例にいう「みだらな性交又は性交類似行為」について上述の福岡県事件の最高裁判例を参考にしたと思われる限定を行い、「青少年を誘惑し、威迫し、欺罔し又は困惑させる等その心身の未成熟に乗じた不当な手段により行う性交又は性交類似行為のほか、青少年を単に自己の性的欲望を満足させるための対象として扱っているとしか認められないような性交又は性交類似行為をいい、婚約中の青少年又はこれに準ずる真摯な交際関係にある場合は除かれる」としている。
- 威迫・欺罔などによる淫行や金銭目的の売買春（援助交際での性行為）のみを対象とする自治体もある[要出典]。

- 条例は基本的に属地主義を採用し、地方公共団体は「地域における事務（及びその他の事務で法律又はこれに基づく政令により処理することとされるもの）を処理する」権能しか有しないため（地方自治法第2条第2項）、自らが住民票を置く自治体以外で「淫行」をし、その自治体においてそれが処罰されない場合、自らが住民票を置く自治体の条例で罰せられるという説もあるが、その適法性を安易に認めることについては地方自治法上の疑念がある[要出典]。

## 制定の経緯・歴史
- 児童買春、児童ポルノに係る行為等の処罰及び児童の保護等に関する法律（児童買春法）施行（1999年）以前には児童買春もこの淫行条例違反として検挙されていた。
  - 売春防止法第3条で単純売春（例：愛人や妾などが複数の者と同様の関係を結び対価を受け取る）や買春自体を禁止してはいるが罰則は規定されておらず、また同法第5条規定の罰則では出会い系・テレクラ・街頭での勧誘等公衆の目に触れる形での勧誘などが処罰対象である。
  - すなわち、この児童買春法施行以前、唯一の売買春関連法令てある売春防止法には買春する側の男性に対する罰則がなかった。当時、児童福祉法においての「児童をして自分自身と淫行をさせる行為」は広く曖昧で運用上基本的に適用された例があまりなく、淫行条例のない自治体で児童買春をしても罰するのが難しい状況であった。そのため児童買春法以前の淫行条例に関する議論や、援助交際（買春）に対する罰則をより明確に規定した法律の導入を求める署名活動・陳情などは児童買春の問題が中心になりやすかった。
- 淫行処罰規定は和歌山県が1951年に青少年条例に導入したものが最初であるとされる[3]。
- 東京都（東京都青少年の健全な育成に関する条例）では、諮問機関である青少年問題協議会において淫行条例の導入が1988年と1997年の2度にわたり否定されており、また東京都の担当部局も1985年当時、朝日新聞の取材に対して「合意の上の性行為は処罰にはなじまず、取り締まりは現行の法規で十分である」としていた。そのため自発的な性行為や売買春ではない性行為を規制する条項がなかったが、2005年2月、「何人も、青少年とみだらな性交又は性交類似行為を行ってはならない」とする改正案が都議会に提案され、自民・公明などの賛成多数で可決・成立した。
- 千葉県（千葉県青少年健全育成条例）では、「売買春、威迫・欺き・困惑による性行為、周旋を受けての性行為」のみが規制されており、自発的な性行為を規制する条項がなかったが、2005年、「何人も、青少年に対し、威迫し、欺き、又は困惑させる等青少年の心身の未成熟に乗じた不当な手段によるほか単に自己の性的欲望を満足させるための対象として扱つているとしか認められない性行為又はわいせつな行為をしてはならない」とする改正が行われた。
- 東京都渋谷区は、当時児童買春禁止法がなく東京都青少年条例にも児童買春処罰規定がなかった1996年2月、淫行処罰規定を含む独自の青少年保護条例を導入する必要があるとしたが、結局導入されなかった[要出典]。

## 反対意見
福岡県青少年保護育成条例事件の最高裁判決においては、3名の裁判官（伊藤正己判事・谷口正孝判事・島谷六郎判事）が「福岡県の淫行処罰規定は違憲であり、被告人は無罪である」という趣旨の反対意見（少数意見）を述べている。
たとえば谷口正孝判事（当時）は、「青少年の中でもたとえば16歳以上である年長者（民法で女子は16歳以上で婚姻が認められている）について両者の自由意思に基づく性的行為の一切を罰則を以て禁止することは、公権力を以てこれらの者の性的自由に対し不当な干渉を加えるものであって、とうてい適正な規定とはいえない」としている。また女子の場合、婚姻可能年齢との矛盾も抱えている（ただし、2022年（令和4年）4月1日以降は、男女とも18歳以上で婚姻適齢となる（改正民法）。
学説上では、「淫行」という用語は意味が曖昧であり、恣意的な解釈が可能であるため、罪刑法定主義に反するとの批判がある。また、警察や司法が個人的な交際関係にまで立ち入ることで、個人のプライバシーを侵害する恐れも指摘されている。加えて、政府および国会が本来果たすべき立法責任を果たさず、地方自治体に判断を委ねた結果、条例ごとに法定刑や構成要件が不均衡となっているほか、地方自治法第14条第2項に基づく罰則が限定的であるため、近年の厳罰化の要請にも十分に対応できないとされる。こうした制度的な限界を背景に、国（政府）による包括的な法整備を求める声も存在する。
なお、日本弁護士連合会は「児童買春、児童ポルノに係る行為等の処罰及び児童の保護等に関する法律案」及び「刑法の一部を改定する法律案に対する意見書」（1998年5月1日）において、「親・教師などによる対償を伴わない性的虐待」を処罰するための法整備をすみやかに行い、淫行処罰規定は全面的に廃止する必要があるとしている。
- 2006年3月24日に18歳未満の少年の健全な育成に障害を及ぼすおそれのある性行為を補導の対象とする、「奈良県少年補導に関する条例（平成18年奈良県条例57号）」が奈良県議会で自民・公明などの賛成多数で可決・成立した。本条例には、性的自由を著しく制限するものであるとの意見もあり、日本弁護士連合会にも反対の立場をとっている。

## 諸外国との比較
一方、マサチューセッツ州を含む多くの国・地域では、16歳未満との性行為を制限する法律が存在している。もちろん、性行為に関する年齢制限、すなわち性的同意年齢（合意年齢・承諾年齢）は広く設けられており、この同意年齢は、本人が性行為の意味や結果を実質的に理解できるかどうかを基準として設定されている。
これに対し、日本の多くの淫行条例は、たとえ本人が性行為に関する一定の理解能力を有していたとしても、それが「みだら」なものである限り違法とする立場に立っており、その判断基準はより主観的・価値判断的であるとされる。
この条例に違反した者が16歳未満だった場合に対象となるのか、あるいは違反者が16歳以上だった場合に処罰の対象となるのかは条例によって異なり、必ずしも明確ではない。
加えて、日本ではこうした規制の多くが地方自治体による条例の形で制定されている一方、他の中華圏においては国家法レベルで一貫した規制が設けられている点が特徴的である。
たとえば中国大陸では、性交同意年齢は14歳とされているが、2013年の《性侵害未成年人犯罪に関する四部委意見》第27条において、14歳以上16歳未満の者が、14歳未満の幼女と性的関係を持った場合であっても、両者が年齢の近い関係にあり、情状が軽微かつ重大な結果をもたらさなかった場合には、犯罪とは見なさないとする、いわゆる两小无猜条款が設けられている。
この規定は、幼女との性行為が一律に強姦罪に該当するとされる中国刑法第236条第3項に対する例外措置として位置づけられる。
中国香港では性交同意年齢は16歳であるが、加えて刑事罪行条例第127条により、18歳未満の未婚女子を親の意思に反して連れ出し、性交を意図する行為も犯罪とされており、違反者には最大7年の懲役が科される。
中国マカオでは性交同意年齢は14歳であるが、14歳以上16歳未満の未成年者の性的未熟性につけ込み性行為を行った場合、最大4年の懲役、重要な性的行為をした場合でも最大3年の懲役が科される可能性がある。
中国台湾（中華民国）では性交同意年齢は16歳であり、未成年者同士による性行為については親告罪とされ、また刑罰の軽減や免除の規定もある（中華民国刑法第227条・第229条之1）。
このように、日本のように地方条例に委ねるのではなく、国が責任を持って包括的に性犯罪規制を行っている例が多い。その意味で、規制の体系性・全国的統一性という点では、海外諸国や地域に比べて日本の制度的課題が浮き彫りになっている。
実際、中国大陸や香港・マカオ・台湾、また米国の多くの州においては、性同意年齢や性犯罪の構成要件が国（または州）レベルで明確に法定化されており、「みだらさ」などの曖昧な価値判断によって処罰が左右されることは少ない。これに対し、淫行条例においては「みだらな性行為」の定義が曖昧なまま条例ごとに裁量的に運用されており、結果としてプライバシーや性の自己決定権への過剰な介入につながる懸念が指摘されている。実証研究においても、青少年保護条例の施行が強制わいせつなどの中程度の性犯罪の発生率を有意に増加させたことが示されており、こうした規制が期待される抑止効果を持たないばかりか、逆効果をもたらす可能性があることが示唆されている。

## 関連する判例
- 福岡県青少年保護育成条例事件
成人男性が交際中の当時16歳の女性と性的関係を持ったことが、「淫行」にあたるとされた。また「淫行」の定義について、上述の限定的解釈を行って無罪となった[11]。（1985年10月23日、最高裁）
- 長野県児童福祉法違反事件
中学校教師が自ら勤務する学校の女子中学生に対し、1995年3月25日被告の自宅において、同年4月30日飯田市内のモーテル（ちなみに当不動産物件は風適法に基づいて届け出た正規のモーテルではなく、営業禁止区域に立地する偽装モーテルである。）において、被告自らが予め購入しておいたバイブレーターを示し、操作方法を教示した上で、自慰行為をさせたことが、児童福祉法の「児童に淫行をさせる行為」にあたるとされた。（1998年11月2日、最高裁）
- 愛知県青少年保護育成条例違反に問われた事例
2007年5月23日、名古屋簡裁で飲食店副店長で妻子を持つ既婚男性が、アルバイト店員の女子高校生（当時17歳）と性的関係を持ったことで条例違反を問われたが、互いに恋愛感情を抱いていたことから｢『淫行』に相当するというには相当な疑問が残る｣として無罪判決が言い渡された。検察が控訴しなかったため確定。その後男性は賠償訴訟を国と愛知県相手に起こし、2010年2月5日に名古屋地裁は「2人は真剣に交際しており、被害届は男性側から金をもらえなかった親が主導して出していた。逮捕、起訴するだけの理由はなかった」として、被告双方に計200万円の支払いを命じた[12]。被告は控訴し、2011年4月14日に名古屋高裁は「真剣度の乏しい交際だった」「無罪判決が確定しただけでは違法にならない」と指摘し、原告の請求を棄却した[13]。原告の男性は上告したが、2012年3月28日に最高裁判所第2小法廷は2審判決を支持し、男性の敗訴が確定した[14]。

## 各都道府県の淫行処罰規定
各条例の名称や制定年月日は青少年保護育成条例参照。
| 都道府県 | 児童淫行に対する罰則                  | 児童に淫行を教示し、 またはそれを見せることに対する罰則 |
| -------- | ------------------------------------- | ------------------------------------------------------- |
| 北海道   | 2年以下の懲役または100万円以下の罰金  | 1年以下の懲役または50万円以下の罰金                     |
| 青森県   | 2年以下の懲役または100万円以下の罰金  | 6ヶ月以下の懲役または30万円以下の罰金                   |
| 岩手県   | 1年以下の懲役または50万円以下の罰金   | 30万円以下の罰金                                        |
| 宮城県   | 2年以下の懲役または50万円以下の罰金   | 30万円以下の罰金                                        |
| 秋田県   | 1年以下の懲役または50万円以下の罰金   | 20万円以下の罰金                                        |
| 山形県   | 1年以下の懲役または50万円以下の罰金   | 30万円以下の罰金                                        |
| 福島県   | 6ヶ月以下の懲役または50万円以下の罰金 | 30万円以下の罰金                                        |
| 茨城県   | 1年以下の懲役または50万円以下の罰金   | 30万円以下の罰金または科料                              |
| 栃木県   | 1年以下の懲役または50万円以下の罰金   | 同左                                                    |
| 群馬県   | 2年以下の懲役または100万円以下の罰金  | 同左                                                    |
| 埼玉県   | 1年以下の懲役または50万円以下の罰金   | 30万円以下の罰金                                        |
| 千葉県   | 2年以下の懲役または100万円以下の罰金  | 規定なし                                                |
| 東京都   | 2年以下の懲役または100万円以下の罰金  | 規定なし                                                |
| 神奈川県 | 2年以下の懲役または100万円以下の罰金  | 1年以下の懲役または50万円以下の罰金                     |
| 新潟県   | 2年以下の懲役または100万円以下の罰金  | 6ヶ月以下の懲役または30万円以下の罰金                   |
| 富山県   | 2年以下の懲役または100万円以下の罰金  | 1年以下の懲役または50万円以下の罰金                     |
| 石川県   | 1年以下の懲役または50万円以下の罰金   | 30万円以下の罰金                                        |
| 福井県   | 2年以下の懲役または100万円以下の罰金  | 1年以下の懲役または50万円以下の罰金                     |
| 山梨県   | 2年以下の懲役または100万円以下の罰金  | 50万円以下の罰金                                        |
| 長野県   | 2年以下の懲役または100万円以下の罰金  | 規定あり・罰則なし                                      |
| 岐阜県   | 2年以下の懲役または100万円以下の罰金  | 同左                                                    |
| 静岡県   | 2年以下の懲役または50万円以下の罰金   | 30万円以下の罰金                                        |
| 愛知県   | 1年以下の懲役または50万円以下の罰金   | 30万円以下の罰金                                        |
| 三重県   | 2年以下の懲役または100万円以下の罰金  | 10万円以下の罰金または科料                              |
| 滋賀県   | 6ヶ月以下の懲役または50万円以下の罰金 | 同左                                                    |
| 京都府   | 1年以下の懲役または50万円以下の罰金   | 同左                                                    |
| 大阪府   | 6ヶ月以下の懲役または50万円以下の罰金 | 規定なし                                                |
| 兵庫県   | 1年以下の懲役または50万円以下の罰金   | 30万円以下の罰金または科料                              |
| 奈良県   | 2年以下の懲役または100万円以下の罰金  | 30万円以下の罰金                                        |
| 和歌山県 | 2年以下の懲役または100万円以下の罰金  | 6ヶ月以下の懲役または30万円以下の罰金                   |
| 鳥取県   | 1年以下の懲役または50万円以下の罰金   | 20万円以下の罰金                                        |
| 島根県   | 1年以下の懲役または50万円以下の罰金   | 30万円以下の罰金                                        |
| 岡山県   | 1年以下の懲役または50万円以下の罰金   | 30万円以下の罰金                                        |
| 広島県   | 1年以下の懲役または50万円以下の罰金   | 50万円以下の罰金                                        |
| 山口県   | 2年以下の懲役または100万円以下の罰金  | 規定あり・罰則なし                                      |
| 徳島県   | 1年以下の懲役または50万円以下の罰金   | 30万円以下の罰金                                        |
| 香川県   | 2年以下の懲役または100万円以下の罰金  | 同左                                                    |
| 愛媛県   | 2年以下の懲役または100万円以下の罰金  | 同左                                                    |
| 高知県   | 2年以下の懲役または100万円以下の罰金  | 1年以下の懲役または50万円以下の罰金                     |
| 福岡県   | 2年以下の懲役または100万円以下の罰金  | 1年以下の懲役または50万円以下の罰金                     |
| 佐賀県   | 2年以下の懲役または50万円以下の罰金   | 1年以下の懲役または30万円以下の罰金                     |
| 長崎県   | 2年以下の懲役または50万円以下の罰金   | 同左                                                    |
| 熊本県   | 2年以下の懲役または100万円以下の罰金  | 1年以下の懲役または50万円以下の罰金                     |
| 大分県   | 2年以下の懲役または100万円以下の罰金  | 1年以下の懲役または50万円以下の罰金                     |
| 宮崎県   | 2年以下の懲役または50万円以下の罰金   | 1年以下の懲役または30万円以下の罰金                     |
| 鹿児島県 | 2年以下の懲役または100万円以下の罰金  | 1年以下の懲役または50万円以下の罰金                     |
| 沖縄県   | 2年以下の懲役または50万円以下の罰金   | 同左                                                    |

### 大阪府における条例改正へ
大阪府における青少年健全育成条例によると、相手（被害者となり得る青少年）を「威迫し、欺き、または困惑させて」（脅したり、だましたりしていた状況）という条件が付いていなければ、処罰対象外であった。立証への高いハードルが足かせとなり、淫行処罰規定による検挙数は極端に少なかったのである。府は2019年（令和元年）12月に「大阪府青少年健全育成審議会の提言について」と題した発表を行い、府民からの意見を募り検討の上で、条例改正に至る事となった。

## 関連書籍
- 性の権利フォーラム編『「淫行条例」13の疑問―少女売春はなくせるのか!? ...GENJINブックレット (01)』現代人文社、1996年10月、ISBN 4906531148
- 藤井誠二『18歳未満『健全育成』計画―淫行条例と東京都「買春」処罰規定を制定した人々の野望』現代人文社、997年12月、ISBN 4906531393
- 宮台真司ほか『<性の自己決定>原論 : 援助交際・売買春・子どもの性』紀伊國屋書店、1998年4月、ISBN 4314008210
- ジュディス・レヴァインほか『青少年に有害! 子どもの「性」に怯える社会』河出書房新社、2004年6月、ISBN 4309243169
  - 原著: Judith Levine, Joycelyn M. Elders, Harmful to Minors: The Perils of Protecting Children from Sex, University of Minnesota Press, Mar 2002, ISBN 0816640068, paperback: Thunder's Mouth Press, Aug 2003, ISBN 1560255161